# Революция Прайэйра
Револю́ция Прайэ́йра (порт. Revolta Praieira, Insurreição Praieira, Revolução Praieira или просто Praieira) — республиканское восстание, развернувшееся в 1848—1849 годах в провинции Пернамбуку Бразильской империи.

## Движущие силы
Большое влияние на зарождение движения оказали известия о серии буржуазных революций в Европе. Социальную базу революции в Пернамбуку составили мелкобуржуазные круги: торговцы, владельцы небольших мастерских, интеллигенция, которых поддерживали трудящиеся штата. Восстание было возглавлено радикально-демократической партией прайэйрус (названа по улице, где находилась типография, печатавшая газету партии; в переводе с португальского praieiros буквально означает «жители побережья»). Наиболее последовательными руководителями революции были Антониу Боржис да Фонсека и Педру Иву Велозу да Силвейра.

## Ход революции
Революция в Пернамбуку началась 7 ноября 1848 года, когда повстанческие отряды общей численностью более 2 тысяч человек собрались в окрестностях Ресифи, отрезав город от внутренних районов провинции. Требования восставших были таковы: введение всеобщего избирательного права и свободы печати, обеспечение работой всех трудящихся, раздел крупных латифундий, удаление из провинции португальских купцов и передача торговли в руки бразильцев, запрещение насильственной вербовки в армию и расширение прав провинций. Однако вопрос об отмене рабства восставшими не поднимался.
Восстание быстро распространилось на соседние районы Пернамбуку. Правительства в ряде городов, таких как Игарасу, Олинда, были свергнуты. В начале 1849 года повстанцы начали наступление на Ресифи. 2 февраля была предпринята попытка штурма города, но она не увенчалась успехом, после чего восставшие отказались от мысли взять столицу провинции.
Северная колонна повстанцев под командованием Боржиса да Фонсеки направилась в Параибу, южная, под командованием Иву Велозу, сосредоточилась в Агуа-Прета. Их замысел состоял в том, чтобы по мере продвижения поднимать на восстание новых людей. Однако осуществлению этого плана помешали имперские войска, которые неотступно преследовали повстанцев. В этот период гражданские руководители отошли от движения, но восстание продолжалось и было окончательно подавлено только в конце 1849 года.

## Итог
Революция Прайэйра стала последним крупным народным выступлением в период Бразильской империи. Многие из её участников были арестованы и подвергнуты репрессиям. Только в 1852 году власти объявили амнистию выжившим участникам восстания.